# Plejehjem i København
|  | Denne artikel er oprettet af botten Steenthbot ud fra en ekstern database. Den kan derfor have sproglige fejl eller mangler. Denne skabelon kan fjernes efter kontrol af indholdet. |

Plejehjem i København er en dansk dokumentarfilm fra 1969 instrueret af Jørgen Bagger og efter manuskript af Erik Witte.

## Handling
Filmen viser moderne indretning af plejehjem og giver indtryk af bestræbelserne for at skabe hjemlige forhold for beboerne og give deres liv mere indhold gennem aktivering ved fysio- og ergoterapi.